# کاکایی پازرد اروپایی

یک کاکایی پازرد اروپایی در حال پرواز بر آسمان استانبول

کاکایی پازرد اروپایی یا کاکایی لِنگ‌زرد (نام علمی: Larus michahellis) یک نوع کاکایی بومی اروپا، خاورمیانه و شمال آفریقا است.

## نگارخانه

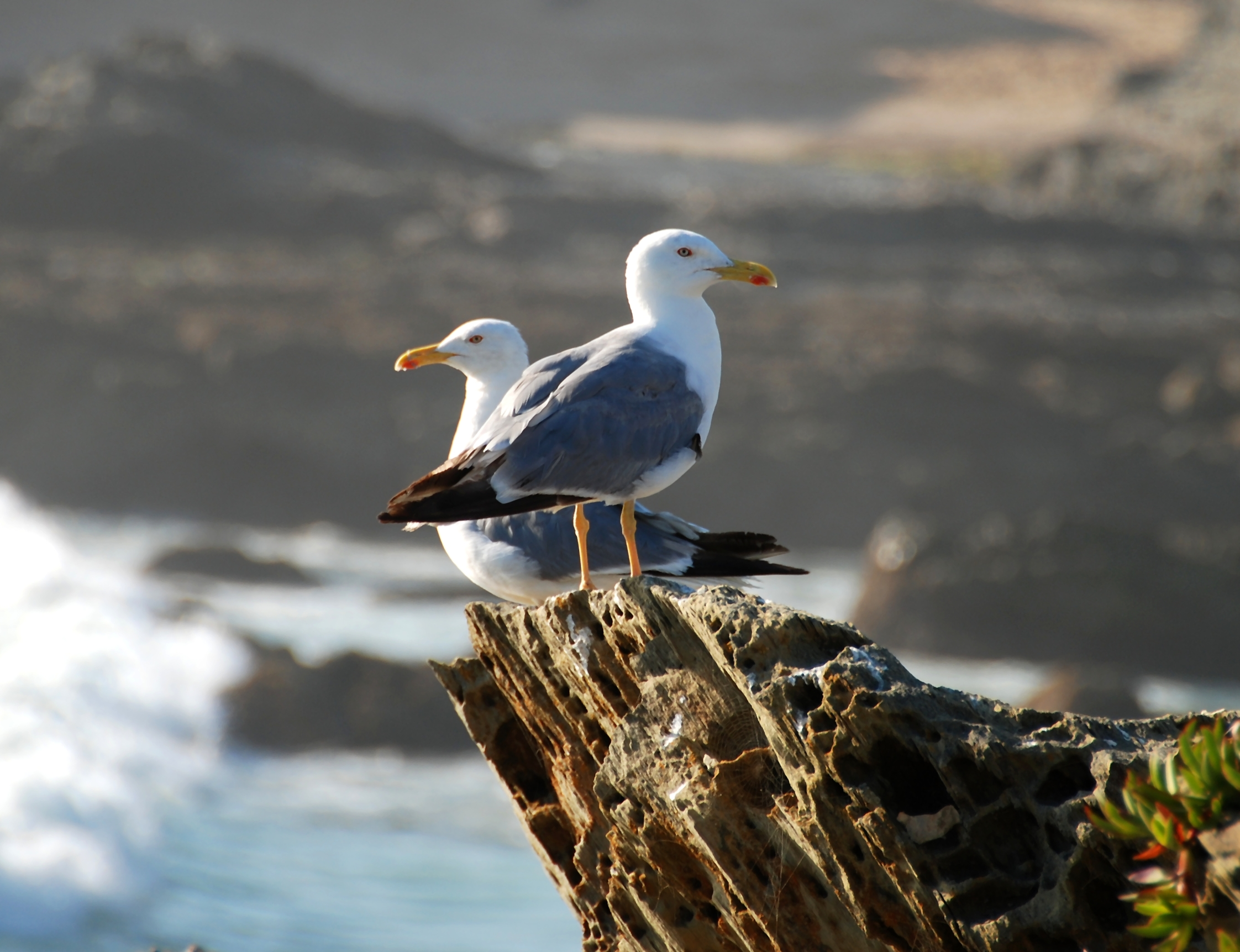
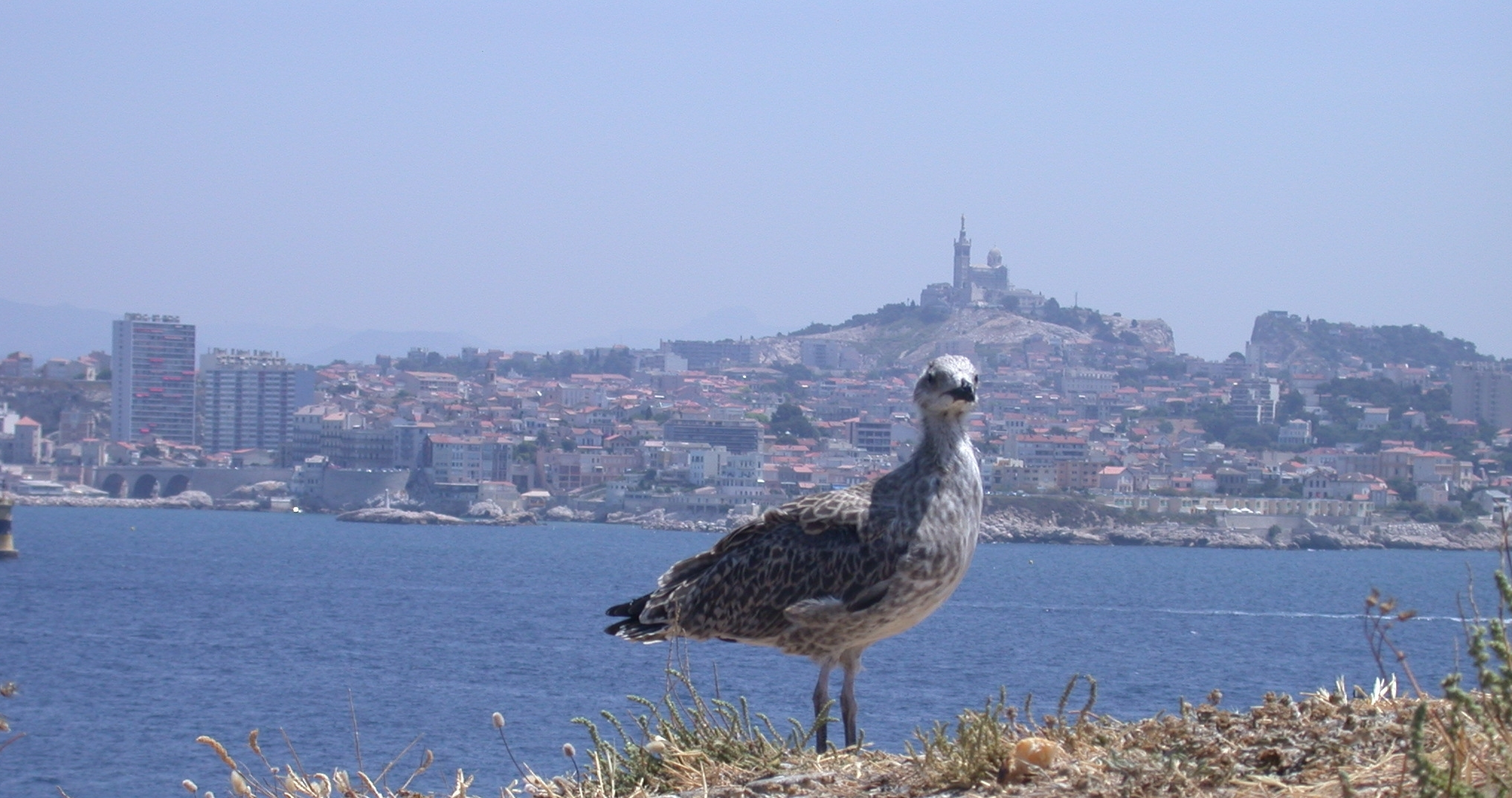
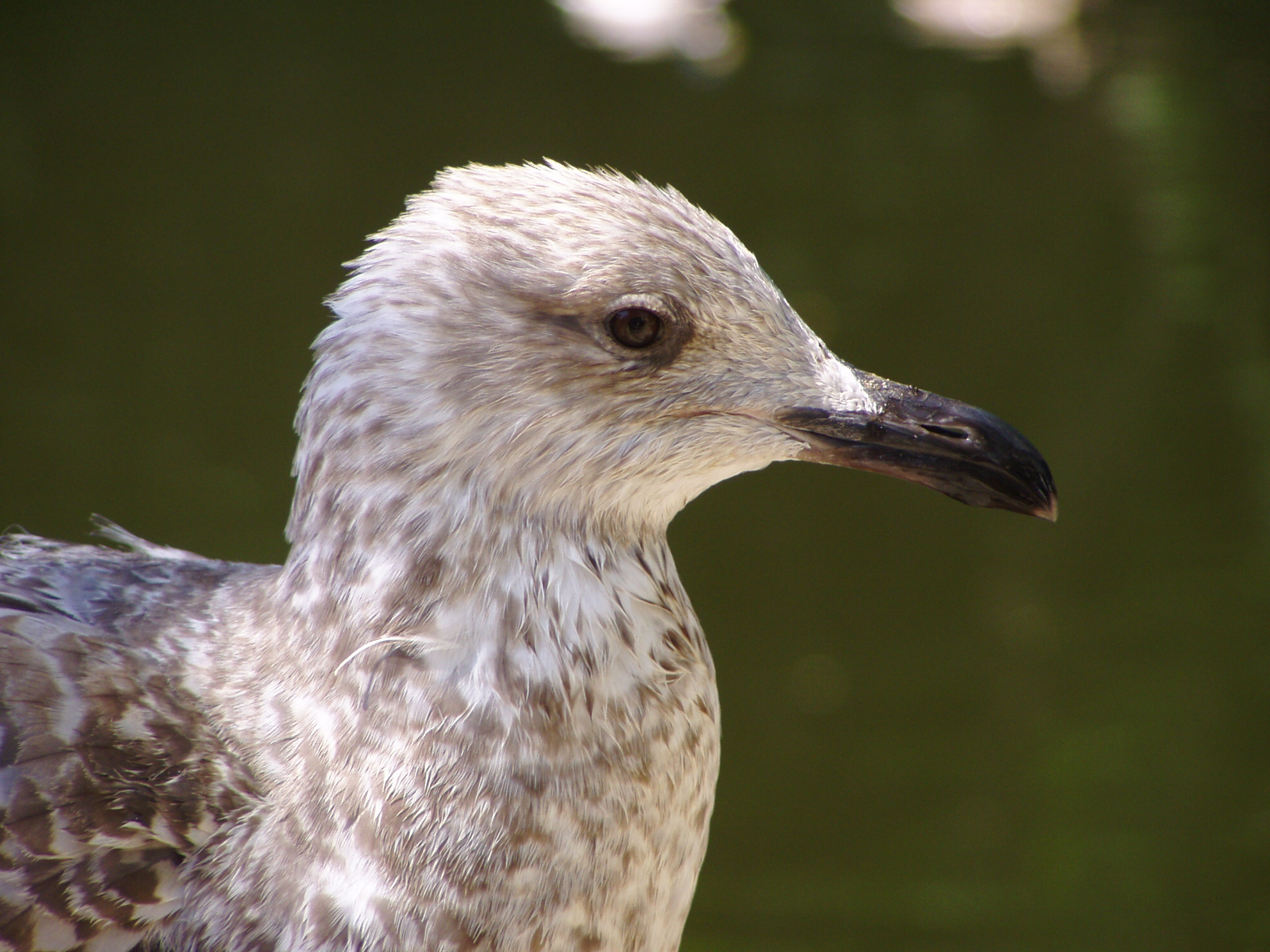
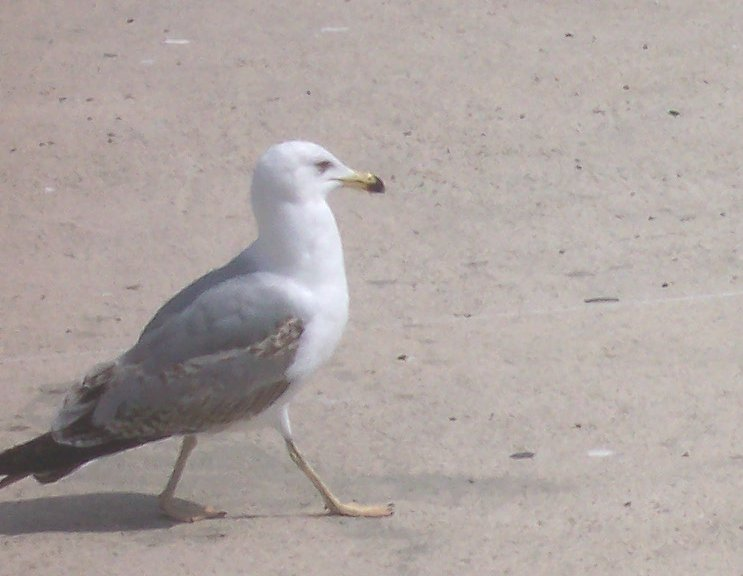
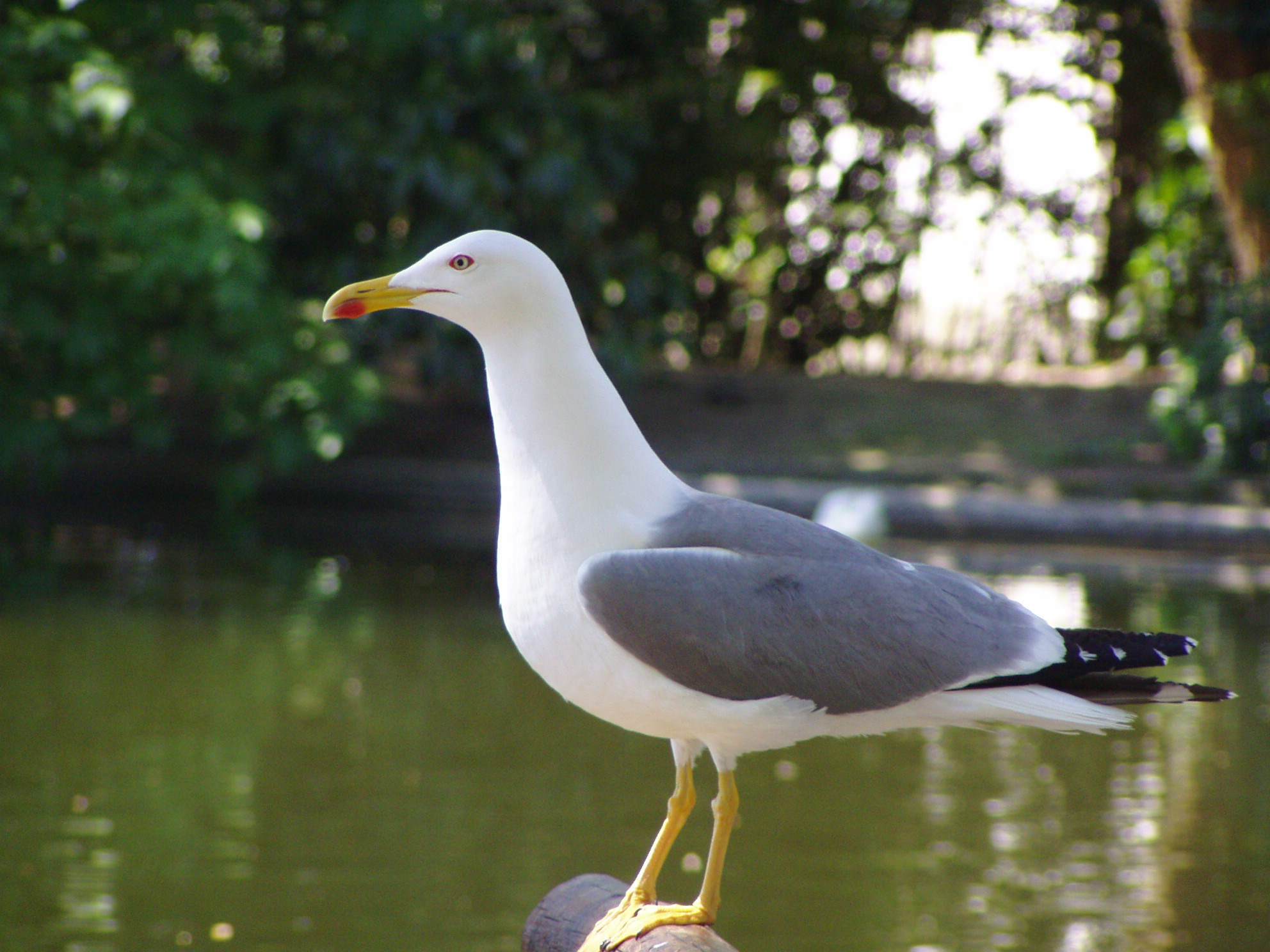
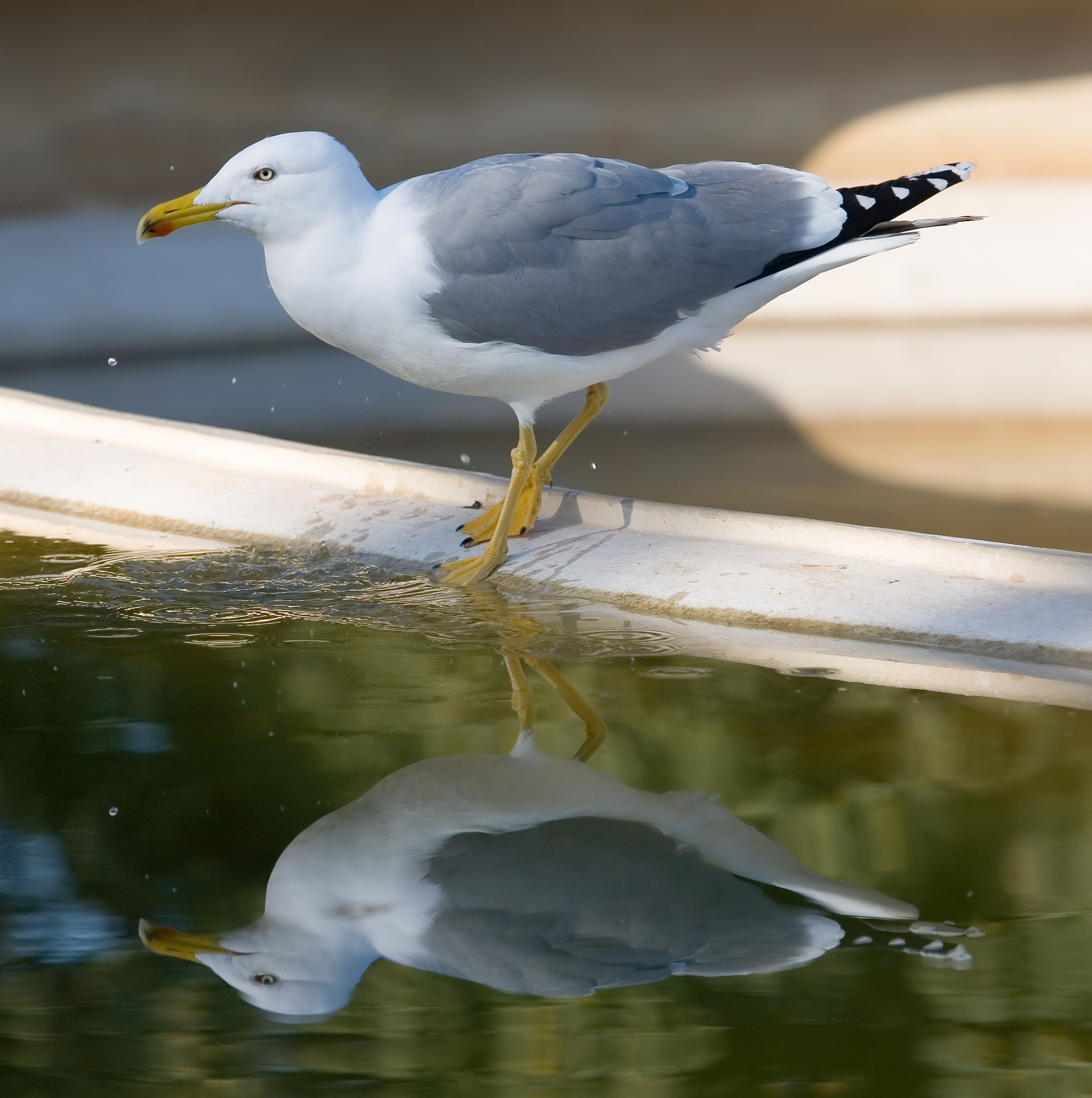
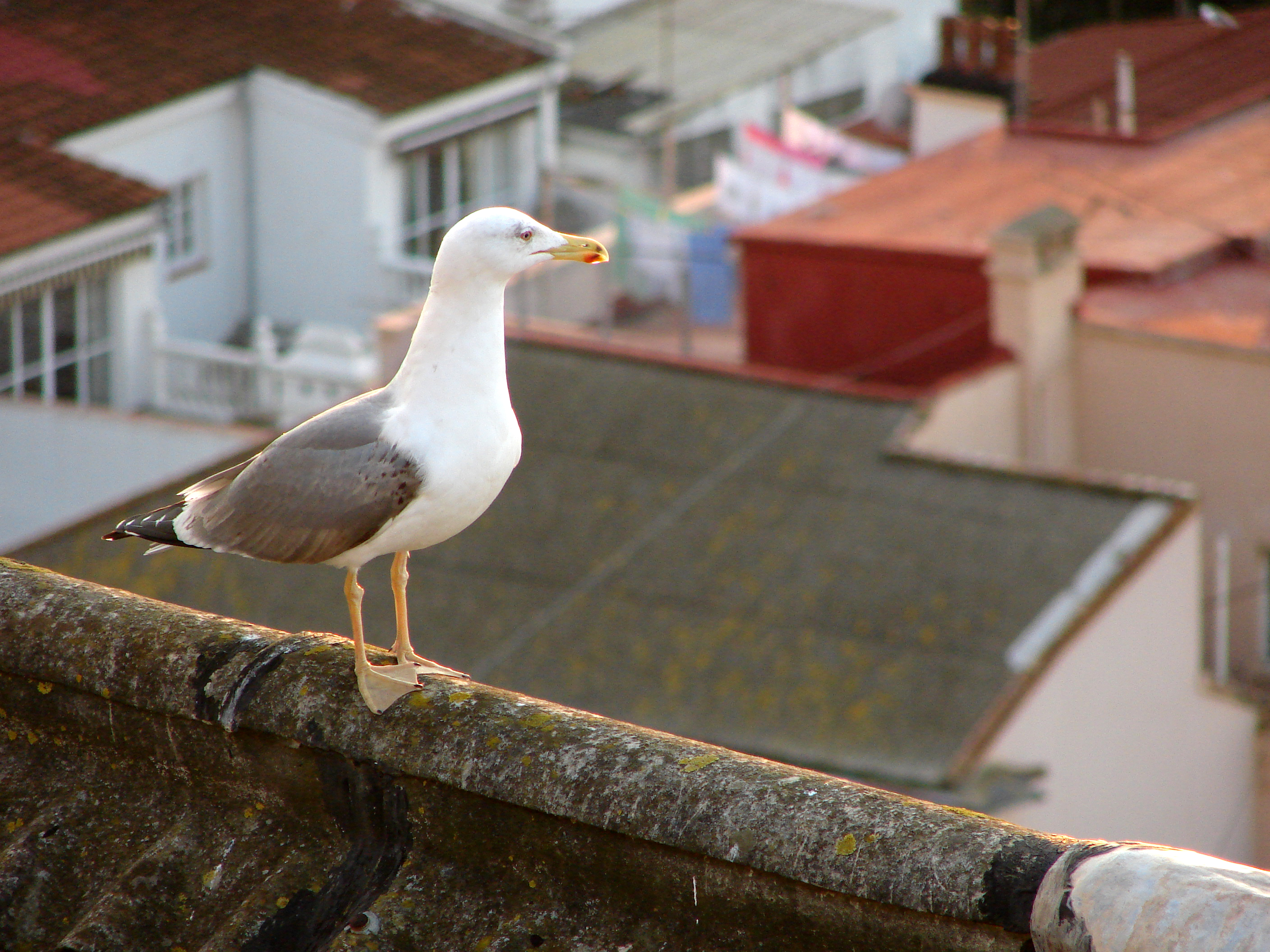
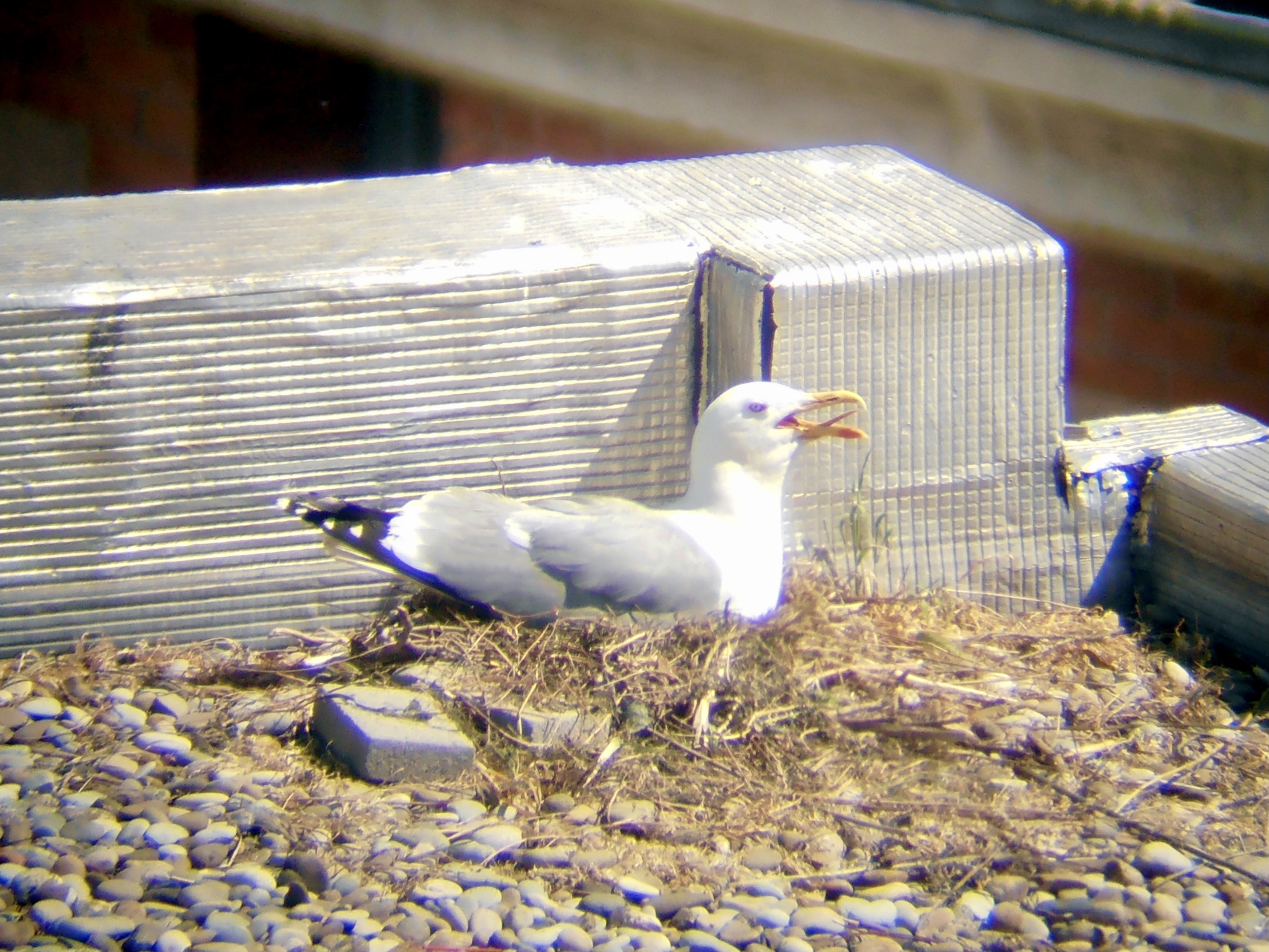
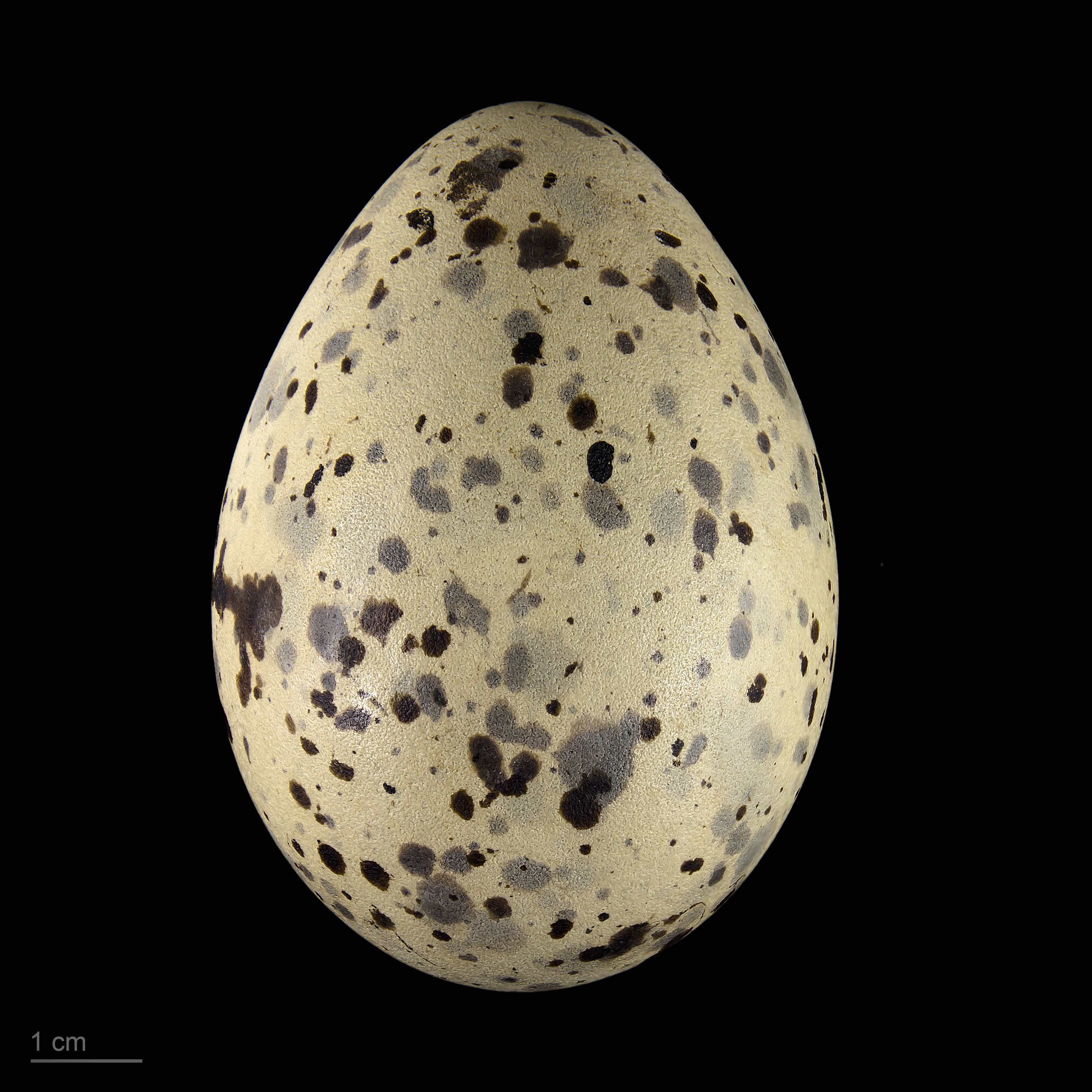
Museum specimen